# 퇴비

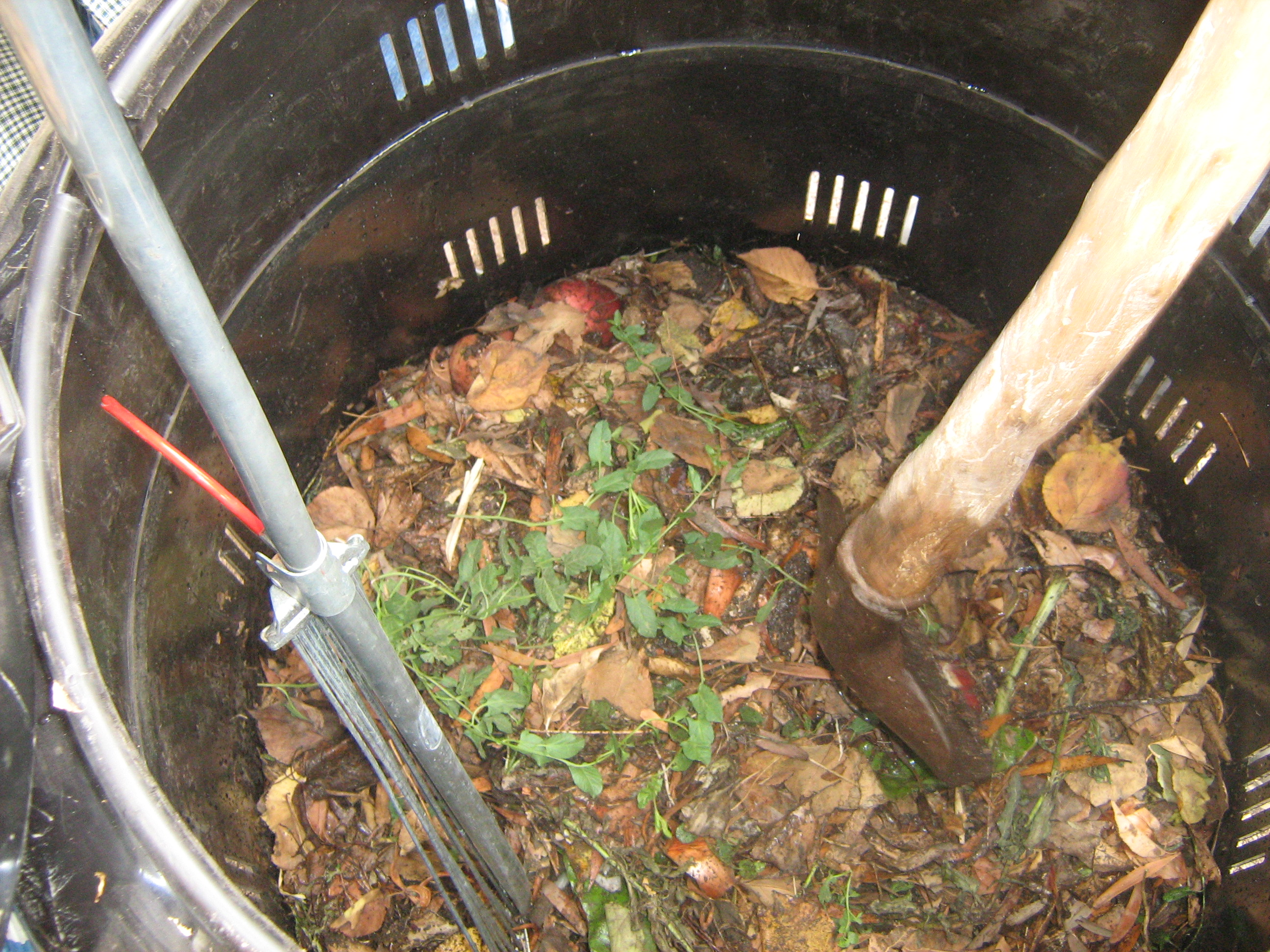

퇴비(堆肥, 영어: compost)는 짚, 잡초, 낙엽 등을 높게 겹쳐 쌓아 자연 발효시켜 만든 비료이다. '두엄'이라고도 한다. 잘 부숙된 퇴비의 질소는 속효성이고 비효도 지속적이며, 인산은 작물이 이용하기 쉽다. 퇴비는 흙의 보수성을 증가시키고 흙의 물리성(physical property)을 좋게 하며 흡비력을 증가시키고 흙의 산성화를 저지하는 등 흙의 화학적 개량에 도움이 된다.
퇴비는 식물 비료로 사용되며 토양의 물리적, 화학적, 생물학적 특성을 개선하기 위해 사용되는 성분의 혼합물이다. 일반적으로 식물 및 음식물 쓰레기를 분해하고 유기 물질 및 거름을 재활용하여 제조된다. 생성된 혼합물에는 식물 영양소와 박테리아, 원생동물, 선충류 및 곰팡이와 같은 유익한 유기체가 풍부하다. 퇴비는 정원, 조경, 원예, 도시 농업, 유기농업에서 토양 비옥도를 향상시켜 상업용 화학 비료에 대한 의존도를 줄인다. 퇴비의 이점에는 비료로서 작물에 영양분을 제공하고, 토양 개량제 역할을 하며, 토양의 부식질 또는 부식산 함량을 증가시키고, 토양 내 병원균을 억제하고 토양 매개 질병을 줄이는 데 도움이 되는 유익한 미생물을 도입하는 것이 포함된다.
가장 단순한 수준에서 퇴비를 만들려면 녹색 폐기물과 갈색 폐기물을 혼합하여 수집해야 한다. 녹색채소는 나뭇잎, 풀, 음식물 찌꺼기 등 질소가 풍부한 물질이다. 브라운은 줄기, 종이, 우드 칩과 같이 탄소가 풍부한 목재 재료이다. 몇 달이 걸리는 과정을 통해 물질이 부식질로 분해된다. 퇴비화는 물, 공기, 탄소 및 질소가 풍부한 물질의 투입량을 측정하여 면밀히 모니터링되는 다단계적 과정일 수 있다. 분해 과정은 식물 물질을 파쇄하고, 물을 추가하고, 혼합물을 정기적으로 뒤집어 적절한 통기를 보장함으로써 도움이 된다. 곰팡이, 지렁이 및 기타 유해물질은 유기물을 더욱 분해한다. 호기성 박테리아와 곰팡이는 투입물을 열, 이산화탄소 및 암모늄 이온으로 변환하여 화학 공정을 관리한다.
퇴비화는 폐기물 관리의 중요한 부분이다. 식품 및 기타 퇴비화 가능한 물질은 매립지 폐기물의 약 20%를 차지하고 혐기성 조건으로 인해 이러한 물질이 매립지에서 생분해되는 데 더 오랜 시간이 걸리기 때문이다. 퇴비화는 혐기성 조건으로 인한 메탄 배출을 줄이고 경제적, 환경적 공동 이익을 제공하기 때문에 매립에 유기 물질을 사용하는 것보다 환경적으로 우수한 대안을 제공한다. 예를 들어, 퇴비는 토지 및 하천 매립, 습지 건설, 매립지 피복에도 사용될 수 있다.

## 역사
퇴비의 역사는 적어도 로마 제국 초로 거슬러 올라가며 대 카토의 기원전 160년 작품 농사와 농업에 관하여(De Agri Cultura)에 언급되었다. 전통적으로 퇴비화에는 다음 심기 시즌까지 유기 물질을 쌓아두는 작업이 포함되었으며, 이 시기에는 해당 물질이 토양에서 사용할 수 있을 만큼 충분히 부패했다. 이 방법의 장점은 퇴비화에 필요한 작업 시간이나 노력이 거의 필요하지 않으며 온대 기후의 농업 관행에 자연스럽게 들어맞는다는 것이다. 단점(현대적인 관점에서 볼 때)은 공간이 1년 내내 사용되며, 강우 노출로 인해 일부 영양분이 침출될 수 있고, 질병을 일으키는 유기체와 곤충이 적절하게 통제되지 않을 수 있다는 것이다.
퇴비화는 1920년대부터 유럽에서 유기농업을 위한 도구로 다소 현대화되기 시작했다. 도시 유기 물질을 퇴비로 전환하기 위한 최초의 산업 시설은 1921년 오스트리아 벨스에 설립되었다. 농업 분야에서 퇴비화를 초기에 지지한 사람으로는 생물역학이라는 농업 방법의 창시자인 루돌프 슈타이너(Rudolf Steiner)와 애니 프랑세-하라(Annie Francé-Harrar)가 있다. 멕시코 정부를 대신하여 임명되었으며 1950~1958년에 국가를 지원하여 침식 및 토양 황폐화에 맞서 싸우는 대규모 부식질 조직을 설립했다.

## 같이 보기
- 두엄
- 인광석
- 인공 비료